# Лангседаяха
Лангседаяха (устар. Лангсяда-Яха) — река в России, протекает по Ямало-Ненецкому АО, Ханты-Мансийском АО. Устье реки находится в 74 км по левому берегу реки Ярудей. Длина реки составляет 68 км. В 22 км по правому берегу впадает река Ябторма.

## Данные водного реестра
По данным государственного водного реестра России относится к Нижнеобскому бассейновому округу, водохозяйственный участок реки — Надым. Речной бассейн реки — Надым.
Код объекта в государственном водном реестре — 15030000112115300051795.